# Radio Urbana
Radio Urbana es una emisora de frecuencia modulada de Paraguay. Se encuentra ubicada en la ciudad de Asunción con la frecuencia 106.9 FM y es parte de Hispanoamérica TV del Paraguay, empresa dueña de medios de comunicación de Paraguay como el canal Latele. Todos los medios radiales del grupo tienen una segmentación específica siendo Urbana dedicada a un público adulto contemporáneo. Su estilo musical abarca el pop, rock, R&B, Hip Hop, electrónica, entre otros, mayormente de artistas en inglés aunque se pueden escuchar temas de rock paraguayo, argentino y de otros lugares de Latinoamérica.

## Programas
- Urbana al máximo
- Vale Todo: Un Día de Loco
- May Day
- Arde La Ciudad
- Leyendas Urbanas
- Urbana PM
- Música Gourmet
- Sobran Palabras[3]
- Brit Noise
- Urbana Magazine
- Música al Punto
- Urbana Top 30
- Por Si Se Acaba el Mundo
- Sí a Todo
- Back To The 80s
- I Love 90s

## Locutores actuales
- Arturo Máximo Rubín
- Marcelo Burgos
- Kassandra Frutos
- Enrique Davalos
- Adrian Bellassai
- Santiago Gonzalez
- Fito Cabral
- Luis Bareiro
- Anabel Arias
- Arturo Villasanti
- Anabel Pitaud
- Orlando Salerno
- Kchi Olivera
- Pepe Rock
- Walter Riffler
- Angie Hicks
- Esteban "Tutu" Villalba
- Marc Falces
- Juanma Torales
- Jugo de Mango

## Locutores anteriores
- Julio Juan del Puerto[4]
- Milva Gauto[5]
- Pope Spinzi[6]
- Paul Landó[4]
- Carmiña Masi[7]
- Karen Ovando[8]
- Monica Galilea[4]
- Cecilia Yegros
- Juan Torres
- Martín Medina
- Álvaro Mora
- Carlos Gómez
- Dave Weil
- Gabriela Sosa
- Majo Echeverría[3]
- Nahuel Ayala

## Conciertos
Urbana también apoyó numerosos conciertos internacionales en Paraguay como el de Noel Gallagher, Keane, Maroon 5, entre otros.